# Montauban-de-Picardie
Montauban-de-Picardie é uma comuna francesa na região administrativa de Altos da França, no departamento de Somme. Estende-se por uma área de 7,67 km². Em 2010 a comuna tinha 213 habitantes (densidade: 27,8 hab./km²).